# Уэдраого, Иссьяка
Иссьяка Уэдраого (фр. Issiaka Ouédraogo; 19 августа 1988, Уагадугу) — буркинийский футболист, нападающий клуба «Санкт-Пёльтен» и сборной Буркина-Фасо.

## Карьера

### Клубная
Иссьяка Уэдраого начал заниматься футболом на своей родине. Там он до августа 2008 года играл за ряд местных молодёжных команд. В 2008 году футболист приехал в Австрию и присоединился ко второй команде «Ред Булла» из Зальцбурга, которая выступала в Первой лиге Австрии. Уэдраого играл за этот клуб в течение двух сезонов, проведя в сумме 50 матчей и отметившись 10 голами. По окончании сезона 2009/10 «Ред Булл-2» получил понижение в Региональную лигу Австрии, и африканский нападающий принял решение покинуть команду.
В 2010 году Уэдраого подписал контракт с клубом «Грёдиг» из Первой лиги. В сезоне 2010/11 он принял участие в 30 встречах турнира (из 36 возможных) и отметился 4 забитыми мячами.
13 июня 2011 года Иссьяка перешёл в клуб «Адмира Ваккер Мёдлинг» из высшего дивизиона страны. Первый матч в чемпионате он провёл 16 июля против «Рапида» из Вены. 13 августа Уэдраого забил дебютный мяч в ворота «Маттерсбурга», а 1 октября сделал дубль во втором матче с «Рапидом» (итоговый счёт — 4:3 в пользу «Адмиры Ваккер»). В короткое время африканец стал игроком основного состава. В первом круге чемпионата он выступил в 16 матчах и забил 4 гола.
28 августа 2015 года контракт был расторгнут по взаимному соглашению с Адмирой и Уэдраого, переехавший после четырёхлетнего пребывания в Зюдштадте в обмен на Петера Шуля в клуб «Вольфсберг» и, таким образом, на его бывшего тренера Диди Кюбауэра.
Летом 2016 года он переехал в Объединённые Арабские Эмираты в «Хатта Клуб». После всего шести месяцев пребывания в Азии в феврале 2017 года он вернулся в «Вольфсберг», где получил контракт, действительный до июня 2019 года.

### Международная
Уэдраого дебютировал в составе сборной Буркина-Фасо 17 ноября 2010 года во встрече с командой Гвинеи
В январе 2012 года футболист был вызван для участия в Кубке африканских наций 2012. Таким образом, он оказался единственным игроком на турнире, который выступает в чемпионате Австрии.